# Kontamination (grammatik)
Kontamination eller kontaminering är en grammatisk term för sammanblandning av synonyma eller besläktade uttryck. Exempelvis: ”Han håller fanan brinnande”, en blandning av uttrycken ”håller fanan högt” och ”håller facklan brinnande”. I meningen ”Avståndet mellan Göteborg till Stockholm”, har uttrycken ”Från Göteborg till Stockholm” och ”Avståndet mellan Göteborg och Stockholm” lett till en kontaminering av det uttalade. 
Andra exempel på vanliga kontamineringar:
- "Ta självmord" ("Ta livet av sig" och "begå självmord")
- "Han tillhör en av landslagets bästa spelare" ("Han tillhör" sammanblandas med "Han är en av")
- "På grund av hälsoskäl" ("På grund av hälsan" sammanblandat med "av hälsoskäl"). Detta är även ett exempel på en tautologi.
- "Ta tillvara på något" ("Ta vara på något" och "Ta något tillvara")
- "Det spelar ingen betydelse" ("Det spelar ingen roll" och "Det har ingen betydelse")
- "Komma till bukt med" ("Komma till rätta med" och "Få bukt med")[1]
- "Råda bukt på" ("Råda bot på" och "Få bukt med")[1]
- "Fatta kloka val" ("Fatta kloka beslut" och "Göra kloka val")